# 航空宇宙青少年協会
航空宇宙青少年協会（こうくううちゅうせいしょうねんきょうかい、英文表記: Aerospace Cadet Association Japan, 略称: ACAJ）は、航空・宇宙分野を通じた青少年の健全な育成を目的とする特定非営利活動法人（NPO法人）である。埼玉県草加市新里町５７番地１４に本部事務所を置く。

## 概要
航空・宇宙分野の知識習得や体験を通じ、また航空・宇宙分野に関心のある他国の青少年との交流・団体活動によって、青少年の健全な育成へ寄与することを目的とする。2015年3月現在で21か国が加盟する国際航空青年交流協会 (IACEA) に日本代表として参加。2011年（平成23年）12月22日、内閣府から特定非営利活動法人としての認証を受けた。

## 歴史
前身となる任意団体宇宙航空青少年団は1982年（昭和57年）12月17日、1982年12月17日、当時日本航空の常勤顧問を務めていた長野英麿により設立された。1989年、国際航空青年交流協会(IACEA) の会員国の推薦を受け、同協会の日本代表として参加。2012年（平成24年）2月に航空宇宙青少年協会(ACAJ) が法人登記された。